# David Nobbs
David Gordon Nobbs (13 de marzo de 1935 – 8 de agosto de 2015) fue un escritor de comedia inglés, conocido por escribir en 1970 la serie de televisión La caída y auge de Reginal Perrin, adaptada de sus propias novelas.
Nobbs falleció  el 8 de agosto de 2015 a los 80 años. Le sobreviven su segunda esposa y cuatro hijos.

## Vida y carrera
Nobbs nació en Petts Wood, Londres. A pesar de ser hijo y nieto de profesores, jamás en la vida tuvo siquiera tiempo para pensar en dedicarse a la enseñanza. Tras hacer el servicio militar en el cuerpo de ferroviarios y convertirse en guardavías, estudió Lenguas Clásicas en Universidad de Cambridge y comenzó a escribir. Se cuenta que planeó mudarse a Viena, alquilar una buhardilla y convertirse en un novelista muerto de hambre. Después de estudiar en la Universidad de Malborough y la Universidad de Cambridge,  trabajó como reportero para el diario Sheffield Star, antes de comenzar su carrera en comedia como escritor para el programa satírico de televisión That Was The Week That Was en 1960.  Dotado de una vis cómica a prueba de bombas, pronto empezó a colaborar como guionista para varios programas humorísticos de la BBC. Escribió para muchos de los comediantes de Gran Bretaña sobre los años, incluyendo Kenneth Williams, Frankie Howerd, Les Dawson y The Two Ronnies.
Nobbs fue el creador de la sitcom La caída y auge de Reginald Perrin (1976 – 1979), una adaptación de las novelas que él escribió. La serie de televisión fue protagonizada por Leonard Rossiter actuando como Perrin.
Nobbs también escribió la comedia dramática A Bit of a Do  (1989). 

## Humanismo
Un humanista apasionado y creyente en los ideales del secularismo, Nobbs fue patrocinador de la Asociación Humanista británica. A pesar haber sido un devoto religioso en su adolescencia, a sus 18 años, Nobbs se transformó en ateo. A partir de ese momento, durante toda su carrera utilizó su trabajo para explorar ideas humanistas sobre la naturaleza de las personas y sus relaciones. En particular, citó dos de sus novelas, Obstacles to Young Love y It Had to Be You como dos de sus trabajos más influenciados por el humanismo:

…La cosa más importante que me sucedió al fallecer mi madre no fue el fortalecimiento de mis sentimientos en contra de la religión. Fue el endurecimiento de mis sentimientos de incredulidad. Creo que hay tantos "valores cristianos" por descubrir entre los que no tienen fe como en los que la tienen. Además, esas cualidades son exploradas y desarrolladas en caminos individuales. No tenemos a un Dios a quien podemos entregarle la responsabilidad por nuestras acciones. Pérdida de fe: suena tan negativo. Yo no perdí la fe, yo gané fe. Fe en la gente. Estoy orgulloso de describirme como humanista. El año pasado me uní a la Asociación Humanística Británica, y no creo que habría hecho esto si no hubiera visto a mi madre morir aquella soleada tarde de domingo.

Luego de convertirse en colaborar de la Asociación Humanística Británica, Nobbs apoyó la caridad a través de su trabajo de campaña. En septiembre de 2010, Nobbs -junto con 54 otras figuras públicas-, firmaron en una carta abierta al periódicoThe Guardian, declarando su oposición a la visita estatal de Papa Benedicto XVI al Reino Unido. En 2014,  Nobbs fue uno entre un número de firmantes destacados de una carta abierta donde desafiaban a David Cameron en sus asertos de que Gran Bretaña era un "país cristiano". Ese mismo año, escribió el prefacio de una nueva edición del libro de Jane Wynne sobre funerales humanistas, Funerales sin Dios.

## Novelas
- The Itinerant Lodger (1965)
- Ostrich Country (1968)
- A Piece of the Sky is Missing (1969)
- The Death of Reginald Perrin (1975, luego reeditado cómo The Fall and Rise of Reginald Perrin). Edición en castellano: Caída y auge de Reginald Perrin (Impedimenta, 2012).
- The Return of Reginald Perrin (1977). Edición en castellano: El regreso de Reginald Perrin (Impedimenta, 2013).
- The Better World of Reginald Perrin (1978)
- Second From Last in the Sack Race (1983)
- A Bit of a Do (1986)
- Pratt of the Argus (1988)
- Fair Do's (1990)
- The Cucumber Man (1994)
- The Legacy of Reginald Perrin (1996)
- Going Gently (2000)
- Sex and Other Changes (2004)
- Pratt à Manger (2006)
- Cupid's Dart (2008)
- Obstacles to Young Love (2010)
- It Had to be You (2011)
- The Fall and Rise of Gordon Coppinger (2012)
- The Second Life of Sally Mottram (2014)

## Trabajos televisivos
- The Two Ronnies (colaborador)
- Shine a Light
- The Fall and Rise of Reginald Perrin
- The Sun Trap
- The Hello Goodbye Man
- A Bit of a Do
- Fairly Secret Army
- Dogfood Dan and the Carmarthan Cowboy
- The Life and Times of Henry Pratt
- Rich Tea and Sympathy
- The Legacy of Reginald Perrin
- Love on a Branch Line
- Stalag Luft
- Reggie Perrin

## Trabajos en radio
Nobbs escribió un número de trabajos para radio, que fueron transmitiros en su totalidad en la BBC Radio 4:
- Cinco extractos de "I Didn't Get Where I Am Today", leídos por el autor, en el programa Libro de la semana en abril de 2003.
- La dramatización de su novela What a Carve Up!, fue serializada de febrero a abril de 2005.
- The Maltby Collection, una comedia situada en un museo que protagoniza Geoffrey Palmer, se transmitió en tres series de seis episodios de 2007 a 2009.
- "Three Large Beers", una obra de 45 minutos, fue transmitida el 10 de abril de 2007.
- "Silent Nights", obra de 45 minutos, fue transmitida el 22 de septiembre de 2008.
- La obra "We Happened to Be Passing" transmitida el 24 de septiembre de 2010.
- "With Nobbs On" fue una obra de tres partes transmitida semanalmente desde el 21 de mayo de 2012 en donde Nobbs contaba anécdotas sobre su carrera frente a una audiencia en un estudio..
- La obra de 45 minutos "The Surprising Effect of Miss Scarlett Rosebud", transmitida el 23 de abril de 2014.

## No-ficción
- I Didn't Get Where I Am Today (autobiografía, 2001)

## Vida personal
Nobbs estuvo casado dos veces, en primeras nupcias con Mary en 1968 de la que se divorció algún tiempo después del éxito de 'Perrin'  y en segundas nupcias con Susan, en 1998.
Nobbs Murió el 8 de agosto de 2015 a los 80 años de edad. Su segunda esposa sigue viva así como sus cuatro hijos.